# SOX17
SOX17‏ (SRY-box 17) هوَ بروتين يُشَفر بواسطة جين SOX17 في الإنسان.

## التنظيم في موضع SOX17 البشري
يشفر الجين عضوًا من عائلة عوامل النسخ SOX (صندوق HMG المرتبط بـ SRY)، والذي يقع على الكروموسوم 8 q11.23. جسم الجين معزول داخل نطاق حلقة CTCF. تم تحديد منطقة ميثيلية تفاضلية (ناقصة) خاصة بالأنسجة (DMR) على بعد حوالي 230 كيلو بايت من SOX17، والتي تتكون من عناصر تنظيمية SOX17. تحمل منطقة DMR على وجه الخصوص المعزز النهائي الأبعد الخاص بالأديم الباطن في موضع SOX17. تم تعريف SOX17 نفسه مؤخرًا على أنه ما يسمى بالجين المعزول طوبولوجيًا (TIG). TIGs حسب التعريف هي جينات ترميز بروتين مفرد (PCGs) داخل مجالات حلقة CTCF، والتي يتم إثرائها بشكل أساسي بالمنظمات التنموية ويقترح أن يتم التحكم فيها بإحكام شديد من خلال بنية نطاق الحلقة ثلاثية الأبعاد الخاصة بها.

## وظيفة في التطوير
يشارك SOX17 في تنظيم نمو الأجنة الفقارية وفي تحديد مصير الخلايا الباطنية. يعمل البروتين المشفر في اتجاه مجرى إشارات TGF beta (Activin) وإشارات WNT التقليدية (Wnt3a). وخاصة الفسفرة الصحيحة لـ SMAD2/3 داخل دورة الخلية المعنية (المرحلة G1 المبكرة) أمر بالغ الأهمية لتنشيط الجينات الباطنية الأساسية (على سبيل المثال SOX17) للدخول إلى سلالة الباطنية النهائية. بالإضافة إلى ذلك، يؤدي اضطراب حدود CTCF المركزية لـ SOX17 في التمايز الباطني النهائي المبكر إلى فشل تنموي هائل وما يسمى بحالة الخلية المحاصرة مثل الأديم المتوسط، والتي يمكن إنقاذها من خلال التعبير غير الطبيعي عن SOX17. لقد ثبت في Xenopus gastrulae أن SOX17 يعدل استجابات Wnt، حيث يتم تحديد الخصوصية الجينومية لنسخ Wnt/β-catenin من خلال التفاعلات الوظيفية بين SOX17 ومجمعات النسخ β-catenin/Tcf.